# Earth Song
„Earth Song“ je píseň amerického zpěváka Michaela Jacksona. Vydána byla v roce 1995 na albu HIStory: Past, Present and Future, Book I a rovněž jako třetí singl z této desky. Původně vznikla pro album Dangerous (1991), avšak nakonec na něm vydána nebyla. Singl se umístil na první příčce Britské singlové hitparády a v několika zemích, včetně Spojeného království, se stal platinovým. V nahrávce písně hráli například David Paich, Steve Porcaro a Guy Pratt. K písni byl natočen videoklip, jehož režisérem byl Nick Brandt. Videoklip byl nominován na cenu Grammy (k roku 2017 se prodalo 1 252 071 kusů).